# کاربونارا
کاربونارا (به ایتالیایی: Pasta alla carbonara)، یکی از انواع سس پاستا با منشأ ایتالیایی است. تخم مرغ و بیکن یا پانشیتا سرخ شده یا گوشت نمک‌زدهٔ خوک (guanciale) مواد اصلی آن را تشکیل می‌دهند. احتمالاً توسط زغال‌کاران نواحی مرکزی ایتالیا و اطراف شهر رم به وجود آمده‌است. گفته می‌شود که در ابتدا زغال موجود در محیط به‌طور طبیعی در داخل پاستا وارد می‌شده‌است و امروزه به علت تقلید از نمونه‌های اولیه مقدار نسبتاً زیادی فلفل سیاه در آن بکار برده می‌شود. هر چند چندین فرضیهٔ دیگر نیز برای منشأ آن وجود دارد و در واقع محل قطعی منشأ آن هنوز نامشخص است. تخم مرغ و پنیر پارمیجانو یا پنیر پکورینو رومانو با یکدیگر مخلوط می‌شود. گوشت خوکی که به خوبی سرخ شده نیز با پاستایی که پخته شده مخلوط می‌شود. افزودن تخم مرغ و پنیر به این پاستا حالتی کرم مانند به آن می‌دهد. در پایان مقدار نسبتاً زیادی فلفل سیاه خورد شده نیز بر روی آن پاشیده می‌شود. در برخی از دستورها به تخم مرغ، خامه نیز اضافه می‌شود.